# Strumień Arktura
Strumień Arktura – strumień gwiazd utworzony przez gwiazdy pochodzące z nieistniejącej już galaktyki karłowatej wchłoniętej przez Drogę Mleczną. Ponieważ proces ten miał miejsce 5 do 8 miliardów lat temu, gwiazdy należące do wchłoniętej galaktyki zostały rozproszone i wymieszane z gwiazdami naszej Galaktyki. Gwiazdy należące do Strumienia Arktura charakteryzują się dużą prędkością własną oraz małą zawartością metali. Strumień ten został odkryty w 1971 roku, choć astronomowie już wcześniej podejrzewali jego istnienie. Był to pierwszy odkryty strumień. Jego nazwa pochodzi od jego najbardziej znanej gwiazdy – Arktura, która zarazem jest najbliższą gwiazdą od Ziemi pochodzącą z innej galaktyki.

## Literatura
- Jerzy Kuczyński. Najbliżsi sąsiedzi naszej Galaktyki. „Młody Technik”, s. 52, 53, wrzesień 2005. Warszawa: AVT. [dostęp 2010-05-31].